# Rebeka Dremelj
Rebeka Dremelj-Škaler, slovenska pevka zabavne glasbe, voditeljica in fotomodel, * 25. julij 1980, Brežice
Leta 2001 je osvojila naslov Miss Slovenije 2001.
Imela je svojo znamko spodnjega perila Rebeka's dream. Še vedno pa ima svojo znamko parfumov pod imenom MySpirit by Rebeka
Poleg uradne strani ima še blog, posvečen življenjskemu stilu in vzgoji.

## Mladost
Rebeka Dremelj se je rodila v Brežicah, odraščala pa 22 km severneje na Senovem, kjer je obiskovala osnovno šolo XIV. divizije Senovo. Imela je odličen odnos z očetom Dragom (1952), ki je delal v gradbenem podjetju. Mama Daša (1955) pa je bila računovodkinja. Brat David (1975) ji je pomagal pri manekenstvu, s katerim se je začela ukvarjati pri trinajstih letih.
V 5. razredu OŠ (1991) je začela plesati v Agenciji Lukec Krško, v plesni skupini Dušana Vodlana, ki je kasneje navezal stik z lastnikom licence Zdravkom Geržino in organiziral izbor za miss Posavja.

## Kariera

### Manekenstvo
Kot osnovnošolka je bila finalistka tekmovanja Model '95, ki ga je priredila revija Jana.
Leta 2001 je kot izredna študentka ekonomije osvojila naslov Miss Slovenije 2001. Ob zmagi je povedala, da je sošolki na Gimnaziji Brežice z računa ukradla 15.000 tolarjev.(danes je to 65 evrov)

### Petje

#### Eurosong 2008
Zmagala je na prireditvi EMA 2008 s pesmijo Vrag naj vzame in se tako uvrstila na Eurosong, ki je v Beogradu potekal od 20. do 24. maja 2008. Rebeka je nastopila na prvem predizboru (v torek, 20. maja) kot ena od 19 nastopajočih. Bila je enajsta in se ni uvrstila v finale.

### Vodenje oddaj
Na prelomu tisočletja je na TV 3 vodila resničnostni šov Leteči štart. Na TV Paprika je imela oddajo Rebeka. Na Net TV je leta 2004 vodila oddajo Bodi Idol, na novomeškem radiu Studio D (danes Radio Aktual) pa dvakrat tedensko jutranji program. Leta 2007 je snemala oddajo "Rebeka brez strehe nad glavo", ki je bila predvajana na lokalnih TV postajah in jo je vodil Nenad Moravac. Imela je tudi vlogo učiteljice v srbski TV seriji "Kursađije". Sodelovala je v filmu "Na svoji Vesni", kjer sta igrala tudi Roger Moore in Milena Zupančič. 

## Zasebno
Rebeka Dremelj se je 18. junija  leta 2011 poročila z dolgoletnim partnerjem Sandijem Škalerjem (v zvezi sta od leta 1999), s katerim živita v Brežicah Z dve leti starejšim možem imata dve hčeri. Šajano (rojena 17. septembra 2012) in Sijo (rojena 3. decembra 2016)
Je sestrična glasbenika Rudolfa Strnada z vzdevkom Rudolf Gas. Leta 2001 se je pojavila v njegovem videospotu Playboy, ki ga je režiral Klemen Dvornik.

## Nastopi na glasbenih festivalih

### Hit festival
- 2003: To sem jaz

### EMA
- 2004: Ne boš se igral (Frenk Nova - Rebeka Dremelj - Frenk Nova) - 8. mesto (5 točk)[22]
- 2005: Pojdi z menoj (Aleš Klinar - Anja Rupel - Aleš Klinar, Franci Zabukovec) - 3. mesto (23.514 telefonskih glasov)[23]
- 2006: Noro se ujameva ft. Domen Kumer (Domen Kumer - Natka Geržina - Zvone Tomac) - 4. mesto (18 točk)[24]
- 2008: Vrag naj vzame (Josip Miani Pipi - Amon - Josip Miani Pipi) - 1. mesto (56.823 telefonskih glasov)[12]

### Melodije morja in sonca
- 2005: To je prava noč (Aleš Klinar - Aleš Klinar, Anja Rupel - Franci Zabukovec) - nagrada strokovne žirije za najboljšo priredbo, 2. mesto[25]
- 2014: Gremo na vrh sveta (Aleš Klinar - Aleš Klinar - Miha Gorše) - 12. mesto (6 točk)[26]

## Diskografija – albumi
| Naslov        | Leto izida |
| ------------- | ---------- |
| Prvi korak    | 2001       |
| To sem jaz    | 2003       |
| Pojdi z menoj | 2006       |
| Nepremagljiva | 2009       |
| Differo       | 2010       |
| Best of Me    | 2014       |

### Prvi korak
| #   | Naslov                       |
| --- | ---------------------------- |
| 1.  | Ko ugasnejo luči             |
| 2.  | Keš bejba                    |
| 3.  | Prvi korak                   |
| 4.  | Ljubiti te ne smem           |
| 5.  | Pozabila te ne bom           |
| 6.  | Sončno dekle                 |
| 7.  | Nisem kriva                  |
| 8.  | Kličem te                    |
| 9.  | Pikova dama                  |
| 10. | In the darkness of the night |
| 11. | Prvi korak (unplugged)       |

### To sem jaz
| #   | Naslov          |
| --- | --------------- |
| 1.  | To sem jaz      |
| 2.  | Ne ustavi se    |
| 3.  | Ne hiti         |
| 4.  | Narobe svet     |
| 5.  | Ne boš se igral |
| 6.  | Bumerang        |
| 7.  | Angel           |
| 8.  | Nočem te več    |
| 9.  | Join the party  |
| 10. | Kamikaza        |
| 11. | Nikoli več      |
| 12. | Fever           |
| 13. | Not that type   |
| 14. | Cruel summer    |

### Pojdi z menoj
| #   | Naslov                       |
| --- | ---------------------------- |
| 1.  | Slovenski superboy           |
| 2.  | To je prava noč              |
| 3.  | Pojdi z menoj                |
| 4.  | Zaljubljena                  |
| 5.  | Bodi srečen                  |
| 6.  | Vem, da si prevaral me       |
| 7.  | Odpelji me v nov dan         |
| 8.  | Daj mi daj                   |
| 9.  | Bodi moj                     |
| 10. | Pojdi z menoj (alpski remix) |
| 11. | Come fly with me             |

### Nepremagljiva
| #   | Naslov                                   |
| --- | ---------------------------------------- |
| 1.  | Nepremagljiva                            |
| 2.  | Takih več ni                             |
| 3.  | Strup (ft. Natalija Verboten)            |
| 4.  | Vrag naj vzame (1. mesto EMA 2008)       |
| 5.  | Brez sramu (2009)                        |
| 6.  | Le za kratek čas                         |
| 7.  | Petek 13. (2009)                         |
| 8.  | Sanjaj me sanjaj                         |
| 9.  | Rada te imam                             |
| 10. | Kad zaspiš ti (ft. Vladimir Kočiš - Zec) |
| 11. | Slatke laži                              |
| 12. | Še en dan                                |
| 13. | Nepremagljiva (Karma vs. Pipi rmx)       |
| 14. | Heavy weather                            |
| 15. | Nepremagljiva (Karaoke)                  |
| 16. | Vrag naj vzame (Karaoke)                 |

### Differo
Slovenska različica
| #  | Naslov                             |
| -- | ---------------------------------- |
| 1. | Pod mojo kožo                      |
| 2. | Tujca                              |
| 3. | A je to ljubezen                   |
| 4. | Ne od začetka                      |
| 5. | A te ni sram                       |
| 6. | Niti levo, niti desno              |
| 7. | Tvoja senca (ft. Gitarsi)          |
| 8. | Črno beli spomin                   |
| 9. | Pod mojo kožo (Karma vs. Pipi rmx) |

Hrvaška različica
| #   | Naslov                                |
| --- | ------------------------------------- |
| 1.  | Čarobni zagrljaj                      |
| 2.  | Odavno te ne volim                    |
| 3.  | Ko zna šta je ljubav                  |
| 4.  | Ne ispočetka                          |
| 5.  | Zar nije te sram                      |
| 6.  | Cesta do neba                         |
| 7.  | Sto sitnica (ft. Gitarsi)             |
| 8.  | Kažeš da me ne voliš                  |
| 9.  | Napokon                               |
| 10. | Nepobjediva                           |
| 11. | Čarobni zagrljaj (Karma vs. Pipi rmx) |

### Best of Me
| #   | Naslov                                   |
| --- | ---------------------------------------- |
| 1.  | Pojdi z menoj                            |
| 2.  | Prava noč                                |
| 3.  | Nepremagljiva                            |
| 4.  | Vrag naj vzame                           |
| 5.  | Brez sramu                               |
| 6.  | Le za kratek čas                         |
| 7.  | Sladke laži                              |
| 8.  | Petek 13.                                |
| 9.  | Pod mojo kožo                            |
| 10. | A je to ljubezen                         |
| 11. | Sto sitnica                              |
| 12. | Žena poročena                            |
| 13. | Fantje izpod Triglava                    |
| 14. | Slovenski superboy (ft. Slovenski zvoki) |
| 15. | Karneval                                 |
| 16. | Tvoja senca (ft. Jazzva)                 |
| 17. | Gremo na vrh sveta                       |

Vir